# Горєлов Сергій Дмитрович
Сергій Дмитрович Горєлов (нар. 23 червня 1920 — 22 грудня 2009) — радянський військовий льотчик, Герой Радянського Союзу, генерал-полковник авіації (1973), депутат Верховної Ради Української РСР 9-го скликання.

## Біографія
Народився 23 червня 1920 року у селі Монастирщина (зараз Кімовський район, в Тульській області) у селянській родині. Росіянин.
В 1938 році закінчив Московський хімічний технікум. Працював майстром-хіміком на хімічному заводі.
З грудня 1938 року проходив службу в Червоній Армії. В 1940 році закінчив Борисоглібську ввійськову авіаційну школу льотчиків. Служив в стройових частинах ВПС (Харківський військовий округ).
Брав участь у Німецько-радянській війні з серпня 1941 р. на посаді командир авіагрупи 165-го винищувального авіаційного полку (Західний і Брянський фронти). З листопада 1942 року — заступник командира, командир авіаескадрилії 13-го (з серпня 1943 — 111-го гвардійського) винищувального авіаційного полку. Воював з полком на Сталінградському, Південному, Північно-Кавказькому, Воронезькому, 1-му і 4-му Українських фронтах.
Член ВКП(б) з 1943 року.
Заступник командира ескадрильї 111-го гвардійського винищувального авіаполку (10-а гвардійська винищувальна авіадивізія, 10-й винищувальний авіакорпус, 2-га повітряна армія, 1-й Український фронт) до липня 1944 року здійснив 214 бойових вильотів, в 47 повітряних боях особисто збив 24 і в групі — 1 літак ворога.
26 жовтня 1944 року за зразкове виконання бойових завдань і виявлену мужність і героїзм в боях гвардії капітану Горєлову Сергію Дмитровичу присвоєно звання Герой Радянського Союзу з врученням ордена Леніна і медалі «Золота Зірка» (№ 4495).
24 червня 1945 року в складі зведеного полку 4-го Українського фронту брав участь в історичному Параді Перемоги.
Після війни продовжив службу в ВПС. У 1952 році закінчив Військово-повітряну академію. Командував винищувальним авіаційним полком у Центральній групі радянських військ та у Білоруському військовому окрузі. З 1955 по 1957 командував 66-ю авіаційною дивізією у Румунії. У 1959 році закінчив Військову академію Генерального штабу.
З 1959 по 1961 рік командував 275-ю винищувальною авіаційною дивізією у Південній групі радянських військ (Угорщина). З 1961 по 1962 рік служив заступником командувача 48-ї повітряної армії з бойової підготовки в Одеському військовому окрузі.
З 1962 по 1967 рік був 1-м заступником командувача 57-ї повітряної армії в Прикарпатському військовому окрузі із штабом у місті Львові.
З 1967 по 1969 старший військовий радник по ВПС в Єгипті.
З червня 1969 по січень 1977 командувач 14-ї повітряної армії в Прикарпатському військовому окрузі із штабом у місті Львові. У 1971 році закінчив Вищі академічні курси при Військовій академії Генштабу.
З 1975 по 1980 депутат Верховної Ради Української РСР 9 скликання.
З січня 1977 по листопад 1980 заступник Головнокомандуючого ВПС СРСР по вузам — начальник вузів ВПС.
З 1981 року консультант у Військово-повітряній академії імені Ю. А. Гагаріна у селищі Моніно.
З вересня 1987 року у відставці. Жив у Москві. Помер 22 грудня 2009 року. Похований на Троєкуровському кладовищі в Москві.